# Stanley-kupa

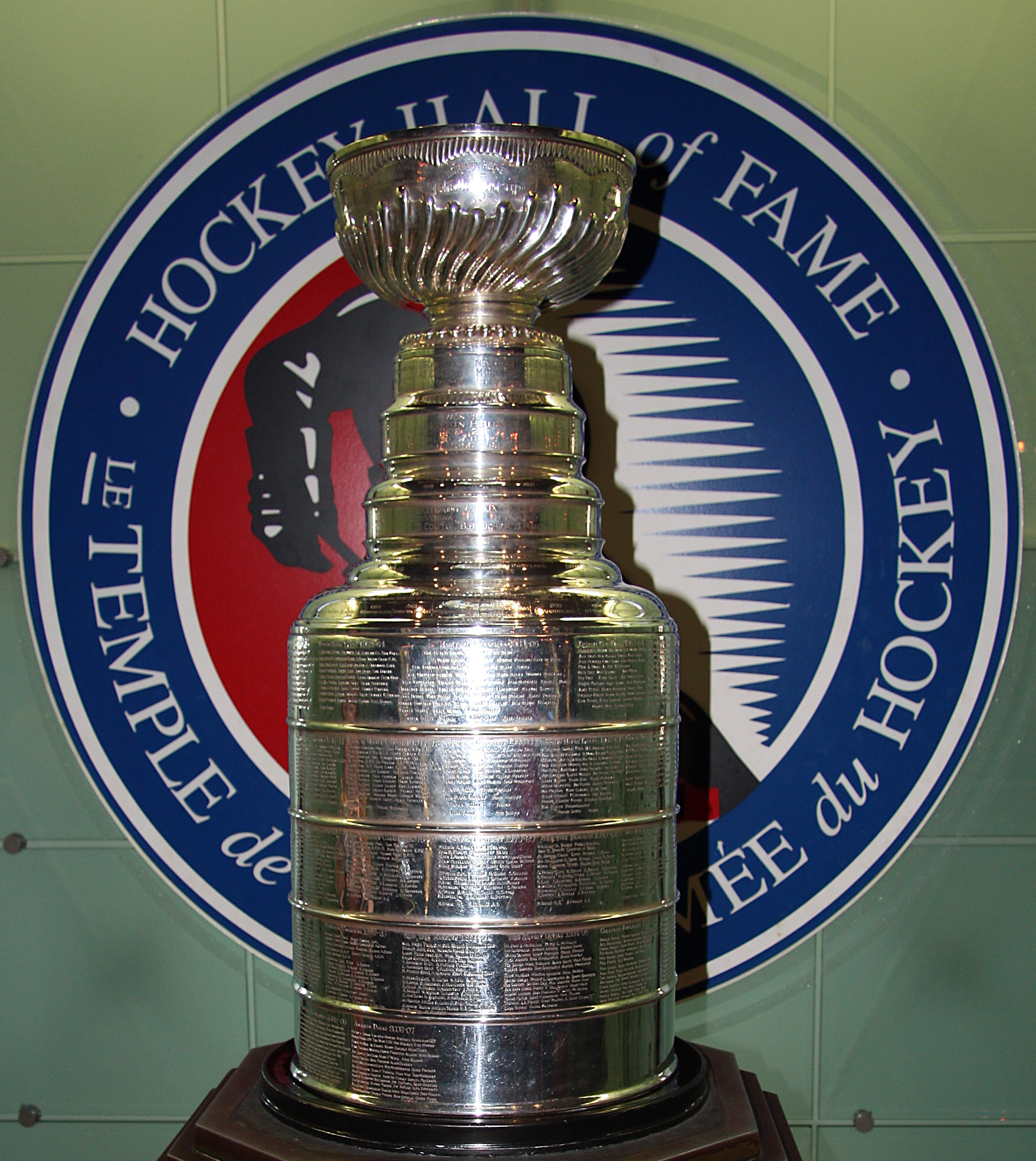
A Stanley-kupa

A Stanley-kupa a National Hockey League bajnoki címéért járó trófea. A kupát évente adják át a rájátszás győztesének. Ez az egyetlen trófea az amerikai professzionális ligákban kiosztott díjak közül, amelyből nem készítenek újat évente. Csupán addig marad a bajnok csapatnál, amíg a jövő évi győztesnek át nem adják. Továbbá a Stanley-kupa a legrégebbi sporttrófea Észak-Amerikában. 
Az eredeti Stanley-kupa ezüstből készült, 18,5 centiméter magas és 29 centiméter átmérőjű volt. A jelenlegi kupa ezüst és nikkel ötvözetéből készült, 89,54 centiméter magas, tömege 15 kg. A trófeához számos hagyomány és legenda kapcsolódik. A legrégebbi hagyomány, hogy a győztes csapat tagjai pezsgőt isznak a kupából.
A kupára rágravírozzák a győztes csapat tagjainak a nevét. Ha erre már nincs elegendő hely, akkor egy újabb ezüst abroncsot forrasztanak rá, ezzel biztosítva a szükséges felületet. 1992-ben és 2017-ben nem növelték tovább a kupa méretét, hanem a legrégebbi abroncsot leszerelték. Ezeket a Hírességek Csarnokában állították ki.

## A kupa története
A Stanley Kupa születése Lord Frederick Walter Stanley kanadai kormányzó nevéhez fűződik. Lord Stanley és családja rajongott a jégkorongért. Olyannyira, hogy két fia, Arthur és Algernon nemcsak, hogy egy jégkorongcsapatot alapított, de aktívan segítettek a mindmáig fennálló jégkorong liga, az Ontario Hockey Association megalapításában is. Arthur és Algernon vették rá apjukat, hogy adományozzon egy díjat az újonnan alakult liga bajnokának. Lord Stanley vásárolt is egy hét és fél hüvelyk magas, tizenegy és fél hüvelyk széles ezüstserleget 10 guineáért, és megbízott két ottawai nemes férfiút, John Sweetlandet és Philp D. Rosst, hogy felvigyázóként őrködjenek a Kupa felett. Ezen felül felállította az alábbi rendszabályokat:
- a győztes jó állapotban juttassa vissza a Kupát a felvigyázóknak, amennyiben azt egy újabb győztesnek átadni szükséges
- minden győztes csapat neve és győzelmének éve vésettessék bele a Kupára illesztett ezüstgyűrűbe
- a Kupa versengés jutalma legyen, és ne tulajdonolhassa egy csapat véglegesen, még ha egynél többször nyerte is el
- bármiféle vita esetén a felvigyázók hatáskörébe tartozzék eldönteni, ki a Kupa győztese
- valamely felvigyázó kiválása esetén újabb felvigyázó neveztessék ki

A Montreal Hockey Club volt az első csapat amely elnyerte a kupát 1893-ban.
A kupa későbbi története során más jégkorong ligákban is megfordult. Arra is akadt példa, hogy egyszerre három különböző ligának a bajnokcsapata küzdött érte. Végül 1926-tól vált de facto, majd 1947-ben a kupa felvigyázóinak jóváhagyásával de jure a 
National Hockey League bajnoki trófeájává.